# G2 (cantor)
Guerte Geraldo Bambo (Maputo, 15 de agosto de 1985) mais conhecido como G2, é um músico moçambicano. Engenheiro informático de profissão, começou a dedicar-se à música em 2001, acabando por entrar na GPRO por volta de 2007. Publicou o seu primeiro album em 2010, Momentos 2.
É também fundador da primeira plataforma moçambicana de streaming de músicas, Mozikplay, e igualmente, responsável pelo serviço de toques de chamada prestado por uma das redes de telefonia móvel que actua no mercado nacional.

## Discografia
- (2010) Momentos 2
- (2012) O que vês?
- (2015) Homem Sério